# Nube convettiva
In meteorologia la nube convettiva (detta anche nube termoconvettiva o nube a sviluppo verticale) è un tipo di nube che si sviluppa per convezione nell'atmosfera terrestre a seguito di un intenso riscaldamento del suolo da parte della radiazione solare e/o in presenza di masse d'aria più fredda in quota. È tipica prevalentemente della stagione primaverile ed estiva ed ha un raggio d'azione locale, soprattutto nelle zone interne montuose e collinari e nelle grandi pianure.

## Caratteristiche

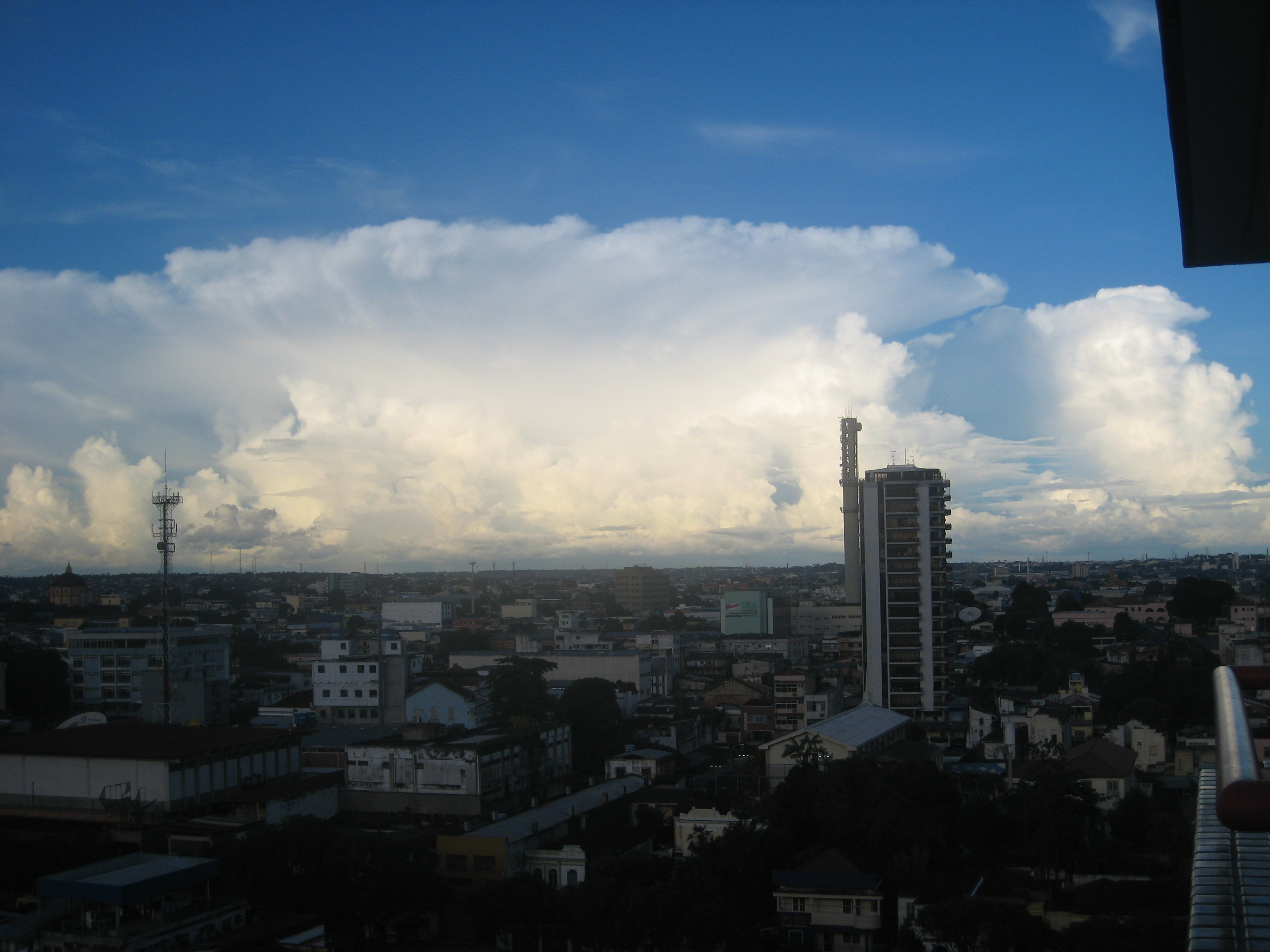
Cumulonembo, altro esempio di nube convettiva

In presenza di elevate temperature al suolo, dovute all'intenso soleggiamento, la massa d'aria calda tende a salire, evaporando, in presenza di moderati o elevati tassi di umidità. Se alle quote superiori sono presenti anche masse d'aria più fredde, il forte contrasto con la massa d'aria calda in sollevamento per le correnti ascensionali determina, per condensazione del vapor d'acqua contenuto, la formazione della nube convettiva.
Generalmente, il fenomeno di convezione, porta alla formazione di cumuli (Cu) in tarda mattinata, che possono persistere fino al tardo pomeriggio recando solo nuvolosità locale, oppure possono evolvere ulteriormente in cumulonembi (Cb) in presenza di un nocciolo d'aria fredda in quota: in tal caso, nelle ore pomeridiane, è probabile lo sviluppo di nuvolosità convettiva associata a fenomeni di rovesci o temporali (se il fenomeno convettivo diventa abbastanza intenso), che saranno più probabili sui rilievi, ma che possono estendersi localmente anche alle aree pianeggianti. L'eventuale presenza di una goccia d'aria fredda in quota determina la maggior diffusione dei temporali, sia verso le aree pianeggianti che, localmente, anche verso le fasce costiere.
Generalmente, l'intensità dello sviluppo delle nubi convettive è direttamente proporzionale ai tassi di umidità relativa e alle differenze di temperatura che si verificano tra il suolo e le quote superiori dell'atmosfera. La nube convettiva termina il proprio ciclo con la sua dissoluzione tra il tardo pomeriggio e le ore serali, sia limitandosi a cumuli di bel tempo, che associandosi appunto a fenomeni temporaleschi.